# Antonio Tovar
Pour les articles homonymes, voir Tovar et Llorente.
Antonio Tovar  Llorente, né le 17 mai 1911 à Valladolid et mort le 13 décembre 1985 à Madrid, est un linguiste, philologue, historien espagnol de langue espagnole.

## Biographie
Il nait à Valladolid le 17 mai 1911 et meurt à Madrid le 14 décembre 1985.
Dans son enfance il vit à Elorrio (Biscaye) où son père est notaire. Il apprend le basque plus tard, pendant ses vacances à Orio (Guipuscoa). En 1960 à l'âge de 19 ans il termine ses études de Droit à l'université de l'Escorial (es) ; il y a appris le grec et l'allemand.
Il complète ses études avec des cours d'histoire à l'université de Valladolid, et de philologie classique dans les universités de Paris, Berlin (1935-1936) et Madrid, où il revient avec l'idée d'y implanter le système de l'université Humboldt de Berlin. Parmi ses professeurs on note Cayetano de Mergelina (es), Manuel Gómez-Moreno, Ramón Menéndez Pidal et Eduard Schwyzer.
A Valladolid il est président de la Fédération des étudiants de l'université (FUE), une organisation à tendance républicaine. Mais pendant le soulèvement nationaliste des 17 et 18 juillet 1936 en Espagne il est en train de visiter un camp de jeunesses hitlériennes à Berlin. A son retour, il va dans la zone nationaliste. En septembre 1936, avec le début de la guerre civile, il adopte une position phalangiste sous l'influence de son ami Dionisio Ridruejo. Admirateur d'Hitler dans la première époque de ce dernier, il se place du côté de Franco pendant la guerre d'Espagne. Il sert de sous-secrétaire à Serrano Suñer jusqu'au jour de son anniversaire en 1941. Il n'a pas été l'interprète de Franco et d'Hitler lors de l'entrevue d'Hendaye (23 octobre 1940), il y a simplement traduit des documents. Il a servi de traducteur à Serrano Suñer et Mussolini en Italie.
Il passe son doctorat en Philologíe classique à Madrid en 1941 et reçoit en 1942 la chaire de Latín à l'université de Salamanque.
Le 9 juin 1941 à Medina del Campo il épouse Consuelo Larrucea, née à Vitoria en 1913, petite-fille  de José Larrucea, fuerista et ami de Azkue. Le contact avec cette famille et ses relations avec Menéndez Pidal, Azkue et Julio Urquijo l'introduisent dans le monde de la vascologie ; mais son dévouement et même sa vigilance politique pour la langue basque s'éveillent en lui pendant la guerre civile.
Il abandonne la politique pour se dédier à son professorat et à ses études philologiques. En 1945 il commence à collaborer au bulletin de la Société royale basque des amis du pays (« Real Sociedad Bascongada de Amigos del País » ou RSBAP) et en 1947 il crée à Salamanque ses classes de langue basque, embryon de la chaire Manuel de Larramendi fondée en 1953 — inaugurée avec une conférence de José Miguel de Barandiaran.
En 1947 il publie son premier grand ouvrage, Vida de Sócrates [« Vie de Socrate »] et, peu après, une édition critique des Églogues de Virgile. En 1948 est publié Estado actual de los estudios de filología euskérica, qui lui vaut s'être nommé membre correspondant d'Euskaltzaindia (l'Académie de la langue basque). Ces ouvrages sont suivis de Estudios sobre las primitivas lenguas hispánicas en 1949 à Buenos Aires, puis de La lengua vasca en 1950 (réédité en 1954, édité en anglais à Philadelphie en 1957).
Il est nommé recteur de l'université de Salamanque en 1951, poste dont il démissionne en 1956 qui est aussi l'année de la publication de Un libro sobre Platón. Cette période 1951-1956, qui correspond au ministère Ruiz-Giménez (Éducation nationale), est aussi celle du septième centenaire de l'université. En tant que recteur, Tovar a la charge des célébrations, auxquelles participent en grande parade les recteurs de grandes universités de par le monde. Après cette célébration, l'université de Salamanque recommence à accorder des doctorats, un diplôme que la loi Moyano avait réservé exclusivement à l'université de Madrid. 

Pendant son rectorat, une grande quantité de matériel bibliographique, confisqué par les troupes françaises quittant l'Espagne en 1913 et conservé à la bibliothèque du Palais-Royal, est restitué à l'université de Salamanque.
En 1953 il fonde avec Manuel Agud (es) et Koldo Mitxelena le Séminaire de philologie basque (Seminario de Filología Vasca) "Julio de Urquijo" et son Annuaire. El euskera y sus parientes paraît en 1959.
Après sa démission du rectorat de Salamanque et désillusionné par la politique de Franco, il déménage à l'université de Tucumán (Argentine) où il enseigne un cours de linguistique générale (1958-1959). Durant son séjour en Argentine il effectue des recherches sur les langues d'Amérique du Sud, notamment précolombiennes. Il en répertorie jusqu'à 2 000 variétés diverses et publie en 1961 le Catalogue des langues d'Amérique du Sud (« Catálogo de las lenguas de América del Sur »).
À partir de 1960, il enseigne à l'université d'Urbana (Illinois, États-Unis), puis à partir de 1967 à l'université Eberhard Karl de Tübingen (Allemagne) où il occupe la chaire Hans Krahe de linguistique comparée créée en 1925 par Ernst Sittig (de).
Le 25 mai 1973, il est nommé universitaire honoraire d'Euskaltzaindia.
Il prend sa « retraite germanique » - comme il l'appelle - en 1979. L'université de Tübingen lui rend hommage le 9 février 1979 en incluant au programme un concert du chœur universitaire dirigé par Patxi Oroz Arizkuren (eu). De retour à Madrid, il occupe la chaire de philologie classique jusqu'à sa retraite en 1981.
En août 1980, il participe aux « Rencontres internationales des euskérologues » organisées par Euskaltzaindia, avec une présentation sur « Comparación: Léxicoestadística y Tipología » [« Comparaison : statistiques lexicales et typologie »], un sujet qu'il avait déjà évoqué en 1977 dans la revue Basque dans son article « Comparaciones tipológicas del euskera » [« Comparaisons typologiques de la langue basque »],. Cette année-là, il lors d'une interview par le journal El País que « le problème le plus urgent concernant la langue basque est sa transformation en une langue moderne » [« El problema más urgente respecto al eusquera es su transformación en una lengua moderna »].
Il retourne au Pays basque en février 1984 pour donner des conférences sur Larramendi à San Sebastián et Bilbao, et sur Azkue à Vitoria. Son dernier livre sur l'euskara est publié en 1980 : «  Mitología e ideología sobre la lengua vasca » [« Mythologie et idéologie sur la langue basque »].
En plus de la linguistique, Tovar s'adonne à la critique littéraire et à la musique ; il joue des œuvres de toutes sortes sur le piano à queue dans sa maison de la Calle Príncipe de Vergara à Madrid.

### Honneurs
Il a été nommé « Docteur Honoris Causa » des universités de Munich (1953), Buenos Aires (1954), Dublin (1979) et Séville (1980). L'Editoria Gredos lui a consacré en 1972 le livre Hommage à Antonio Tovar. L'Université de Tübingen a publié en 1984 Studia in honorem Antonii Tovar.
En 1981 il reçoit le Prix Goethe de la Fondation Alfred Toepfer pour son travail soutenant la liberté de la recherche et du professorat.
En 1982, il reçoit la Creu de Sant Jordi (ca ; es : Cruz de San Jorge) de la généralité de Catalogne, et en 1984, le Prix Castille-et-León pour les Sciences Sociales et la Communication.
Après sa mort, Koldo Mitxelena a organisé un hommage à la El Sitio (es) de Bilbao le 20 janvier 1986, un hommage mérité pour l'auteur de plus de 400 titres et qui connaissait 50 langues, parlant couramment anglais, espagnol, français, allemand, italien, portugais, catalan, latin, grec ancien et moderne, et le matako d'Amérique du Sud.
Une rue du centre de Salamanque porte son nom : calle Rector Tovar.
Une chaire pour les langues amérindiennes à l'université de Salamanque porte son nom.
Sa connaissance du basque était exceptionnelle. Sa veuve, Consuelo Larrucea, a fait don de la bibliothèque basque d'Antonio Tovar à Euskaltzaindia en 1993.

## Publications
Pour une liste plus exhaustive, voir la « liste des publications d'Antonio Tovar », sur uni-tuebingen.academia.edu.
- [1941] (es) En el primer giro (estudio sobre la Antigüedad), Madrid, éd. Espasa Calpe, 1941 (réimpr. 2011, Logista. Leganés, Madrid), 160 p..
- [1947] (es) Vida de Sócrates, Madrid, Revista de Occidente, 1947 (réimpr. 1999), 504 p. (ISBN 978-84-206-7942-6, présentation en ligne).
- [1949] (es) Estudios sobre las primitivas lenguas hispánicas, vol. 4, série B (ouvrage rassemblant 14 articles écrits à des dates variables), Buenos Aires, Facultad de Filosofía y Letras, Instituto de Filología, Sección clásica, 1949, 504 p. (ISBN 978-84-206-7942-6, présentation en ligne).
- [1950] (es) La lengua vasca, Donostia, Eusko Ikaskuntza, 1950 (réimpr. 1954 ; édité en anglais à Philadelphie en 1957), 89 p. (présentation en ligne).
- [1951] « Léxico de las inscripciones ibéricas (celtibérico e ibérico) », dans Estudios dedicados a Menéndez Pidal, vol. 2, Madrid, 1951, p. 273-323.
- [1954] (es) Los hechos políticos en Platón y Aristóteles, Buenos Aires, éd. Perrot, 1954, sur archive.org (lire en ligne).
- [1956] (es) Un libro sobre Platón, Madrid, Espasa Calpe, 1956, 162 p., sur fr.scribd.com (lire en ligne).
- [1959] (es) El euskera y sus parientes, Ediciones Minotauro, coll. « Biblioteca vasca » (no 2), 1959, 177 p. (ISSN 0519-7473, présentation en ligne).
- [1961] (en) The ancient languages of Spain and Portugal, New York, S.F. Vanni, 1961 (présentation en ligne).
- [1961] (en) « Bosquejo de un mapa tipológico de las lenguas de América del Sur » [« Esquisse d'une carte typologique des langues d'Amérique du Sud »], boletín del Instituto Caro y Cuervo, Bogotá, vol. 16, no 2,‎ 1961, p. 452-470 (ISSN 0040-604X, présentation en ligne, lire en ligne [PDF] sur bibliotecadigital.caroycuervo.gov.co).
- [1961] Catálogo de las lenguas de América del Sur : enumeración, con indicaciones tipológicas, bibliografía y mapas, Buenos Aires, Editorial Sudamericana, 1961 (réimpr. 1985), 405 p. (présentation en ligne).
- [Tovar & Sánchez 1961] (en) Antonio Tovar et M. Sánchez, Historia de Grecia, Barcelone, Montaner y Simón, 1963.
- [1963] (es) Historia del antiguo Oriente, Barcelone, Montaner y Simón, 1963.

- [1963] « Les Celtes en Bétique », Études celtiques, vol. 10, no 2,‎ 1963, p. 354-373 (lire en ligne [sur persee]).
- [1966] « L'inscription du Cabeço das Fráguas et la langue des Lusitaniens », Études celtiques, vol. 11, no 2=,‎ 1966, p. 237-268 (lire en ligne [sur persee]).
- [1968] (es) Universidad y educación de masas (ensayo sobre el porvenir de España), Barcelone, Ariel, coll. « Horas De España », 1968, 217 p. (ASIN B00GHRBDH4).
- [Tovar & Baroja 1971] (es) Antonio Tovar et Julio Caro Baroja, Estudios sobre la España Antigua, Madrid, CSIC-Fundación Pastor, 1971.
- [1972] (de) « Kollektiva auf -r im Keltischen » (Actes du quatrième congrès international d'études celtiques, Rennes, 18-25 juillet 1971. Vol. I. Linguistique celtique), Études celtiques, vol. 13, no 1,‎ 1972, p. 411-427 (lire en ligne [sur persee]).
- [1973] (de) Sprachen und Inschriften. Studien zum Mykenischen, Lateinischen und Hispanokeltischen, Amsterdam, B.R.Grüner, 1973.
- [1974-1976-1989] (de) Iberische Landeskunde. Zweiter Teil. Die Völker und die Städte des antiken Hispanien (3 livres : Bética (1974), Lusitania (1976), Tarraconense (1989, hil ondokoa)), 1974-1976-1989.
- [Tovar & Blázquez 1975] (es) Antonio Tovar et José María Blázquez, Historia de la Hispania Romana: La Península Ibérica desde 218 a.C. hasta el siglo V, Madrid, Alianza Editorial, 1975.
- [Tovar 1977] « Comparaciones tipológicas del euskera », Euskera. Trabajos y Actas de la Real Academia de la Lengua Vasca, no 22,‎ 1977, p. 449-476.
- [1977] (de) Einführung in die Sprachgeschichte der Iberischen Halbinsel: Das heutige Spanisch und seine historischen Grundlagen, Tübingen, TBL-Verlag Narr, 1977.
- [1980] (es) Mitología e ideología sobre la lengua vasca: Historia de los estudios sobre ella, Madrid, Alianza Editorial, 1980, 224 p. (ISBN 8420617717 et 978-8420617718).
- [1980] « Celtes et Gaulois (à propos du livre de Paul-Marie Duval, Les Celtes) » (note bibliographique), Études celtiques, no 17,‎ 1980, p. 275-277 (lire en ligne [sur persee], consulté en octobre 2021).
- [Tovar & Baroja 1981] (es) Antonio Tovar et Julio Caro Baroja, Relatos y diálogos de Los Matacos (chaco argentino occidental). Seguidos de una gramática de su lengua, Madrid, Int. Cultura Hispánica, 1981.
- [Tovar & Tovar 1984] (es) Antonio Tovar et Consuelo Larrucea de Tovar, Catálogo de las lenguas de América del Sur: con clasificaciones, indicaciones tipológicas, bibliografía y mapas, Madrid, Gredos, 1984.
- « Estado actual de los estudios ibéricos », conférence du 13 juin 1984 à l'Ateneo Mercantil de Valence en hommage à Domingo Fletcher Valls, publié en 1986 par la Dirección del Servicio de Investigación Prehistórica [PDF], sur cervantesvirtual.com, Gabinete de Antigüedades de la Real Academia de la Historia, juin 1985 (consulté en octobre 2021).
- [Tovar & Agud 1991-1992] (es) Antonio Tovar et Manuel Agud, Euskal hiztegi etimologikoa, Donostia, Gi puzkoako Foru Aldundia, 1991 et 1992.